# Nurullah Çelebi
Nurullah Çelebi (* 1965 in Düzce) ist ein türkischer Schauspieler.

## Leben und Karriere
Çelebi wurde 1965 in Düzce geboren. Sein Debüt gab er 2008 in der Fernsehserie İpsiz Recep. 2009 trat er in der Serie 4. Osman auf. Außerdem spielte er 2014 in dem Film Recep İvedik 4 die Hauptrolle.
Seine nächste Hauptrolle bekam er in Recep İvedik 5. 2019 war er in Recep İvedik 6 zu sehen. Im selben Jahr wurde er für den Film Hayatta Olmaz gecastet. 2022 spielte er in Recep İvedik 7 mit.

## Filmografie
Filme
- 2014: Recep İvedik 4
- 2017: Recep İvedik 5
- 2019: Recep İvedik 6
- 2019: Hayatta Olmaz
- 2022: Recep İvedik 7

Serien
- 2008: İpsiz Recep
- 2009: 4. Osman